# Centropogon ursinus
Centropogon ursinus är en klockväxtart som beskrevs av Jeppesen. Centropogon ursinus ingår i släktet Centropogon och familjen klockväxter. Inga underarter finns listade i Catalogue of Life.